# Ture Wernander
Ture Gustaf Wernander, född 5 april 1887 i Gävle, död 5 juni 1967 i Stockholm, var en svensk folkskollärare, målare och poet.
Han var son till tillskäraren Carl Gustaf Wernander och Alma Sofia Johnson. Efter att Wernander avlagt folkskollärarexamen i Strängnäs 1908 arbetade han som lärare i Stockholm 1912–1950. Han blev bekant med Torsten Palm 1925 vilken lärde honom grunderna inom måleriet och senare gav honom tekniska råd. I hans vänkrets fanns även Victor Axelson och de reste på en gemensam studie- och målarresa till Paris 1929. Separat ställde han bland annat ut i Jönköping 1959 och han medverkade ett flertal gånger i Sveriges allmänna konstförenings salonger i Stockholm. Han var representerad i utställningen Svensk natur i svensk konst som visades på Liljevalchs konsthall 1935 och i Statens konstråd inköpsutställning 1939. För Sofia skola i Stockholm utförde han 1926 en större oljemålning. Hans konst består av stadsbilder, interiörer, blomsterstilleben och landskapsskildringar utförda i olja eller akvarell. Som poet skrev han ett hundratal naturlyriska kortdikter som publicerades av olika dagstidningar i Småland. Wernander är representerad vid Kalmar konstmuseum och Stockholms stadsmuseum.